# Canton de Chalon-sur-Saône-Centre
Le canton de Chalon-sur-Saône-Centre est un ancien canton français situé dans le département de Saône-et-Loire et la région Bourgogne-Franche-Comté.

## Histoire
Le canton a été créé en 1973.

## Représentation
| Période | Période | Identité          | Étiquette    | Qualité |
| ------- | ------- | ----------------- | ------------ | --- |
| 1973    | 1982    | Roger Lagrange    | PS           | Instituteur Sénateur (1959-1967) - Député (1967-1968) Maire de Chalon-sur-Saône (1965-1983) Ancien conseiller général du canton de Chalon-sur-Saône-Nord |
| 1982    | 2008    | Patrick Forêt     | RPR puis UMP | Chef d'entreprise Adjoint au Maire de Chalon-sur-Saône Conseiller régional                                                                               |
| 2008    | 2015    | Benjamin Griveaux | PS           | Directeur de la communication Conseiller municipal à Chalon-sur-Saône                                                                                    |

## Composition
| Communes         | Population (2012) | Code postal | Code Insee |
| ---------------- | ----------------- | ----------- | ---------- |
| Chalon-sur-Saône | 50 124 (1)        | 71100       | 71076      |

(1) fraction de commune.

## Démographie
| 1962 | 1968 | 1975 | 1982 | 1990 | 1999   | 2007   |
| ---- | ---- | ---- | ---- | ---- | ------ | ------ |
| -    | -    | -    | -    | -    | 19 459 | 19 634 |